# 瓜斯塔拉伯国
瓜斯塔拉伯国是一个位于意大利北部，以瓜斯塔拉为中心的封建国家，由吉多·托雷利创建于1406年。
自伯国创建以来，瓜斯塔拉就一直被托雷利家族统治，直到1539年。同年，曼图亚伯爵的亲戚费尔南特•贡扎加从托雷利家族手中买下了这片土地，贡扎加家族至此开始了在瓜斯塔拉的统治。但是托雷利家族仍有另一个分支控制着蒙泰基亚鲁戈洛伯国，这个小伯国本来属于瓜斯塔拉伯国，在1456年的时候从瓜斯塔拉伯国中分裂独立出来，直到1612年再度合并入伯国。
贡扎加家族的后代统治瓜斯塔拉直到1746年，在此期间，瓜斯塔拉伯国于1621年被斐迪南二世升格为公国。贡扎加家族的最后一位公爵，朱塞佩·贡扎加死于1746年，因为他生前并没有留下任何的子女，所以家族绝嗣。这使得瓜斯塔拉地区后来被并入奥地利属伦巴第。
1748年，奥地利与西班牙等欧洲各国签订了《艾克斯-拉-夏贝尔条约》（第二亚琛和约），作为条件之一，瓜斯塔拉公国被连同帕尔玛与皮亚琴察公国一起割予西班牙波旁王朝的唐·菲利浦王子（帕尔玛公爵）。